# Kryjaki
Kryjaki – powieść Marii Jehanne Wielopolskiej wydana w 1913 w Krakowie poruszająca problematykę powstania styczniowego z krytyczną oceną postępowania kleru polskiego. Tytuł „kryjaki” oznacza ludzi działających w ukryciu, w tajemnicy, a w tym przypadku partyzantów powstania styczniowego.
Powieść opowiada o działalności oddziału powstańczego dowodzonego przez księdza Stanisława Brzóskę w czasie powstania styczniowego. Autorka krytycznie odnosi się do postawy hierarchów kościelnych, szczególnie zaś do biskupa Piotra Szymańskiego, ale i do wcześniej zmarłego biskupa Fijałkowskiego, którym wytyka brak patriotyzmu oraz wstecznictwo społeczne (brak zgody na oczynszowanie włościan). Powieść ukazała się z przedmową Stefana Żeromskiego. W wydanie z 1926 roku ingerowała cenzura, tonując treści niewygodne dla kleru. Kolejnego wydania powieści podjęło się Wydawnictwo Światpol.  